# FER1L3
FER1L3‏ (Myoferlin) هوَ بروتين يُشَفر بواسطة جين FER1L3 في الإنسان.